# Зорянська сільська рада (Розівський район)
| Зорянська сільська рада — колишній орган місцевого самоврядування у Розівському районі Запорізької області з адміністративним центром у с. Зоря. Сільській раді були підпорядковані населені пункти: - с. Зоря - с. Новгород - с. Святотроїцьке |

## Склад ради
Рада складалася з 12 депутатів та голови. Партійний склад ради: Опозиційний блок — 6, Самовисування — 6.

### Керівний склад ради
| ПІБ                           | Основні відомості                                            | Дата обрання | Дата звільнення |
| ----------------------------- | ------------------------------------------------------------ | ------------ | --------------- |
| Раков Олександр Володимирович | Сільський голова, 1957 року народження, освіта, безпартійний | 26.03.2006   | 31.10.2010      |

Примітка: таблиця складена за даними джерела

## Пам'ятки
- На території сільської ради біля села Карла Лібкнехта розташована ботанічна пам'ятка природи місцевого значення «Балка біля села Карла Лібкнехта»[2].